# نادي بريدابليك
نادي بريدابليك لكرة القدم (Breiðablik UBK) هو نادي رياضي آيسلندي، ويقع مقره في كوبافوغور. تأسس سنة 1950 وهو أكبر نادي رياضي في البلاد. بريادابليك به العديد من الأقسام الرياضية، رجالا ونساء، بما في ذلك كرة القدم، وألعاب القوى، وكرة السلة والكاراتيه والرقص والتزلج والسباحة.